# Řecká hokejbalová reprezentace
Řecká hokejbalová reprezentace je výběrem nejlepších řeckých hráčů v hokejbale. Od roku 2005 hraje v mistrovství světa. Největším úspěchem řeckého týmu je 4. místo v 2015 a 2017.

## Účast namistrovstvísvěta
| MS      | Místo konání           | Umístění  |
| ------- | ---------------------- | --------- |
| MS 2005 | USA (Pittsburgh)       | 11. místo |
| MS 2007 | Německo (Ratingen)     | 15. místo |
| MS 2009 | Česko (Plzeň)          | 9. místo  |
| MS 2011 | Slovensko (Bratislava) | 6. místo  |
| MS 2013 | Kanada (St. John's)    | 6. místo  |
| MS 2015 | Švýcarsko (Zug)        | 4. místo  |